# Interstate 95 (New York)
Cet article traite d'une section intra-État de l'autoroute. Pour l'article traitant de l’autoroute au complet, référez-vous à Interstate 95.
L'interstate 95 dans l'État de New York constitue un segment de l'interstate 95, l'autoroute principale de la côte est des États-Unis. Cette autoroute est longue de plus de 3 000 kilomètres, en plus de relier les villes de Miami, Jacksonville, Washington, Baltimore, Philadelphie, New York et Boston.
Dans sa section dans l'État de New York, elle passe dans l'extrême sud de l'État, dans la grande agglomération de New York. Elle relie, globalement, le pont George-Washington au nord de la ville, dans les arrondissements de Manhattan et du Bronx, puis bifurque vers le nord-est pour suivre l'océan Atlantique jusqu'à la frontière avec le Connecticut. Elle reste une route très empruntée, puisqu'elle est le principal lien entre New York et le pont George-Washington (vers Albany, Montréal et Philadelphie entre autres), tandis que vers l'est, elle relie New York aux villes côtières du Connecticut tel que Bridgeport, New Haven, et même Providence et Boston plus loin. Dans l'État, elle mesure 37,8 kilomètres, et porte les noms de Trans-Manhattan Expressway, Cross Bronx Expressway, Bruckner Expressway et New England Thruway.

## Tracé
La majorité du tracé de l'Interstate 95 dans l'Empire State est situé dans les limites de la ville de New York, la plus grande ville des États-Unis.

### Ville deNew York

#### Manhattan
L'I-95 arrive dans l'État de New York au-dessus du fleuve Hudson, sur le pont George-Washington, l'un des ponts les plus achalandés au monde. L'autoroute vient du New Jersey, plus précisément de la ville de Fort Lee, puis elle continue vers l'ouest jusqu'au New Jersey Turnpike.
Sur le pont, l'Interstate 95 possède deux niveaux (Upper et Lower Level), et elle est en multiplex avec la U.S. Route 1 et la U.S. Route 9. Aussitôt arrivée sur le territoire de l'État, sur l'île de Manhattan, elle possède un échangeur complexe avec la Hudson River Parkway (route 9A de New York), qui mène vers le centre de Manhattan vers le sud, et vers Yonkers vers le nord. Par la suite, elle emprunte un tracé ouest-est à la hauteur de la 178th Street sur l'île. Elle est d'ailleurs la seule autoroute à traverser l'île d'une rive à l'autre. Alors qu'elle suit l'axe de la 178th Street dans Washington Heights, elle possède une section majoritairement souterraine, à cause de la présence abondante d'immeubles et de gratte-ciels sur l'île ; elle passe ainsi juste en dessous des Bridge Apartments. La U.S. Route 9 se sépare d'ailleurs de l'I-95 au centre de l'île, alors qu'elle prend la Broadway vers le nord. Dans l'extrême est de l'île, elle croise la Harlem River Drive, une autoroute qui mène, direction sud, vers la Franklin D. Roosevelt Drive, qui suit la rive est de l'île de Manhattan. Elle devient à cet instant une autoroute surélevée et passe au-dessus de la rivière Harlem, alors qu'elle entre dans le Bronx,.

#### LeBronx

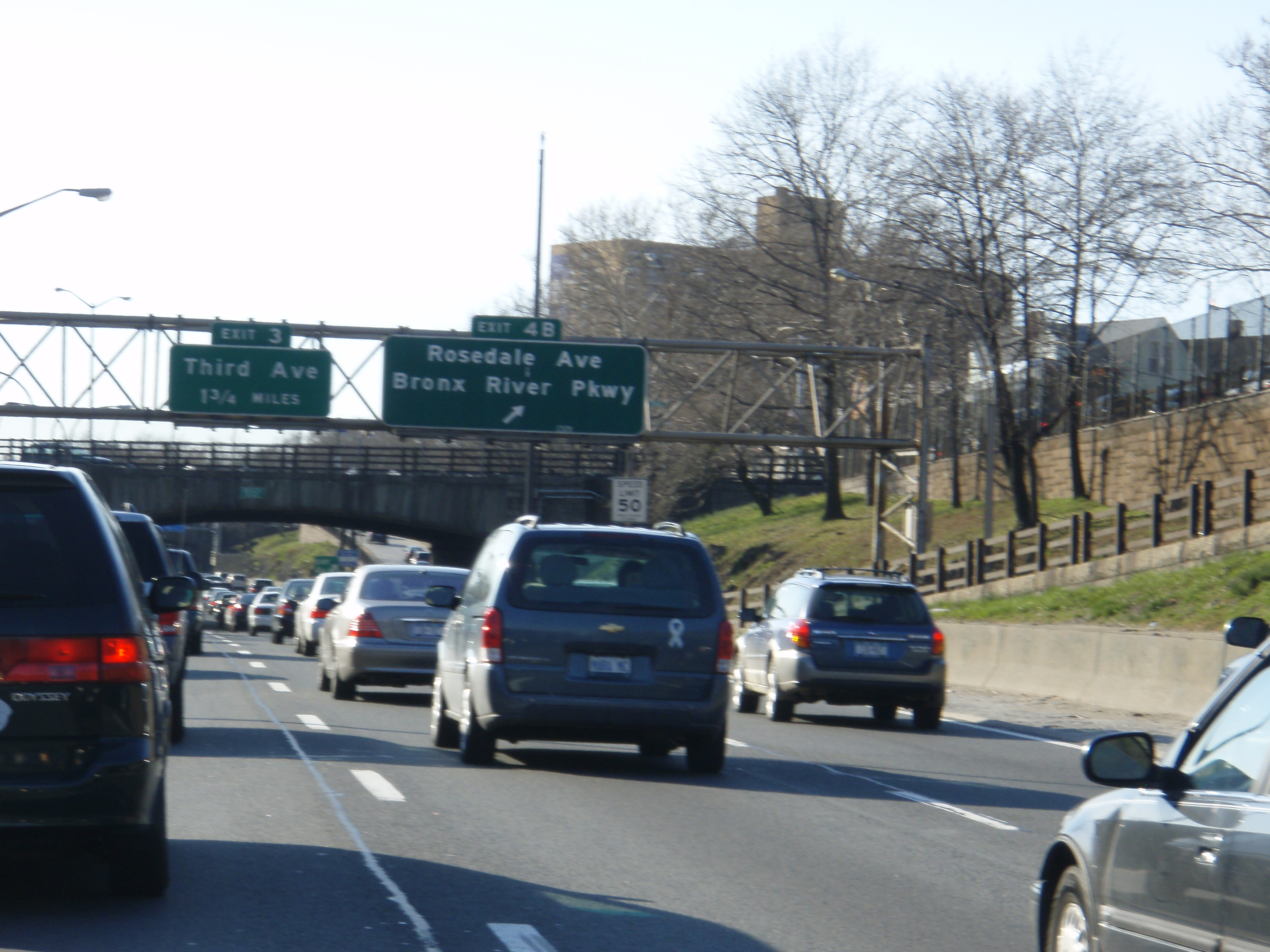
L'interstate 95 sud dans sa section de la Cross Bronx Expressway, juste avant la sortie 4. La congestion est fréquente dans ce secteur, l'I-95 qui est le principal corridor autoroutier dans le Bronx.

Elle entre dans le Bronx en croisant l'Interstate 87, qui assure le lien vers le pont Tappan Zee et l'arrondissement de Queens, en suivant la rivière. L'I-95 entre donc dans le centre de Bronx en étant nommée la Cross Bronx Expressway, car elle est aussi la seule autoroute à traverser complètement le Bronx.
Alors qu'elle se sépare de la U.S. Route 1 (sortie 2B), elle continue sa route vers l'est avant de croiser en moins d'un mile d'intervalle l'Interstate 895 et la Bronx River Parkway, alors qu'elle tourne légèrement vers le sud. C'est par la suite, à la hauteur du mile 6, qu'elle possède un vaste échangeur avec les Interstates 278, 678, 295 et 695, qui est l'échangeur Bruckner, en plus de la Hutchinson River Parkway, qui mènent vers les ponts Bronx-Whitestone et Throgs Neck, tous les deux reliant le Bronx à Queens (Interstates 678 et 295). L'Interstate 278, quant à elle, est le principal lien entre la 95 direction sud et le centre de New York (Manhattan). C'est à cet instant que l'I-95 courbe vers le nord, en étant désormais nommée la Bruckner Expressway, et qu'elle devient parallèle à la Hutchinson River Parkway, qu'elle croisera à deux reprises dans sa section de la Bruckner Expressway. Alors qu'elle possède une grande courbe dans le nord-est du Bronx, elle quitte l'arrondissement en étant parallèle à la U.S. Route 1, et près de l'océan Atlantique (Havre de Long Island),.

### Comté de Westchester
Alors qu'elle entre dans le comté de Westchester, elle porte désormais le nom de New England Thruway (autoroute de la Nouvelle-Angleterre), car elle devient le principal lien entre le grand New York et les États de la Nouvelle-Angleterre et la ville de Boston, notamment. Elle croise la U.S. Route 1 peu après son arrivée dans le comté, puis se dirige vers le nord-nord-est en traversant entre autres New Rochelle. À Harrison, après la sortie 18B, elle tourne vers le nord-est pour traverser la ville de Rye et Port Chester, où elle croise l'Interstate 287 (sortie 22), qui est l'autoroute de contournement nord et ouest du grand New York, qui mène elle aussi vers le pont Tappan Zee.
Peu après cet échangeur, elle traverse la frontière entre l'État de New York et le Connecticut, vers New Haven et Bridgeport entre autres,.

## Historique

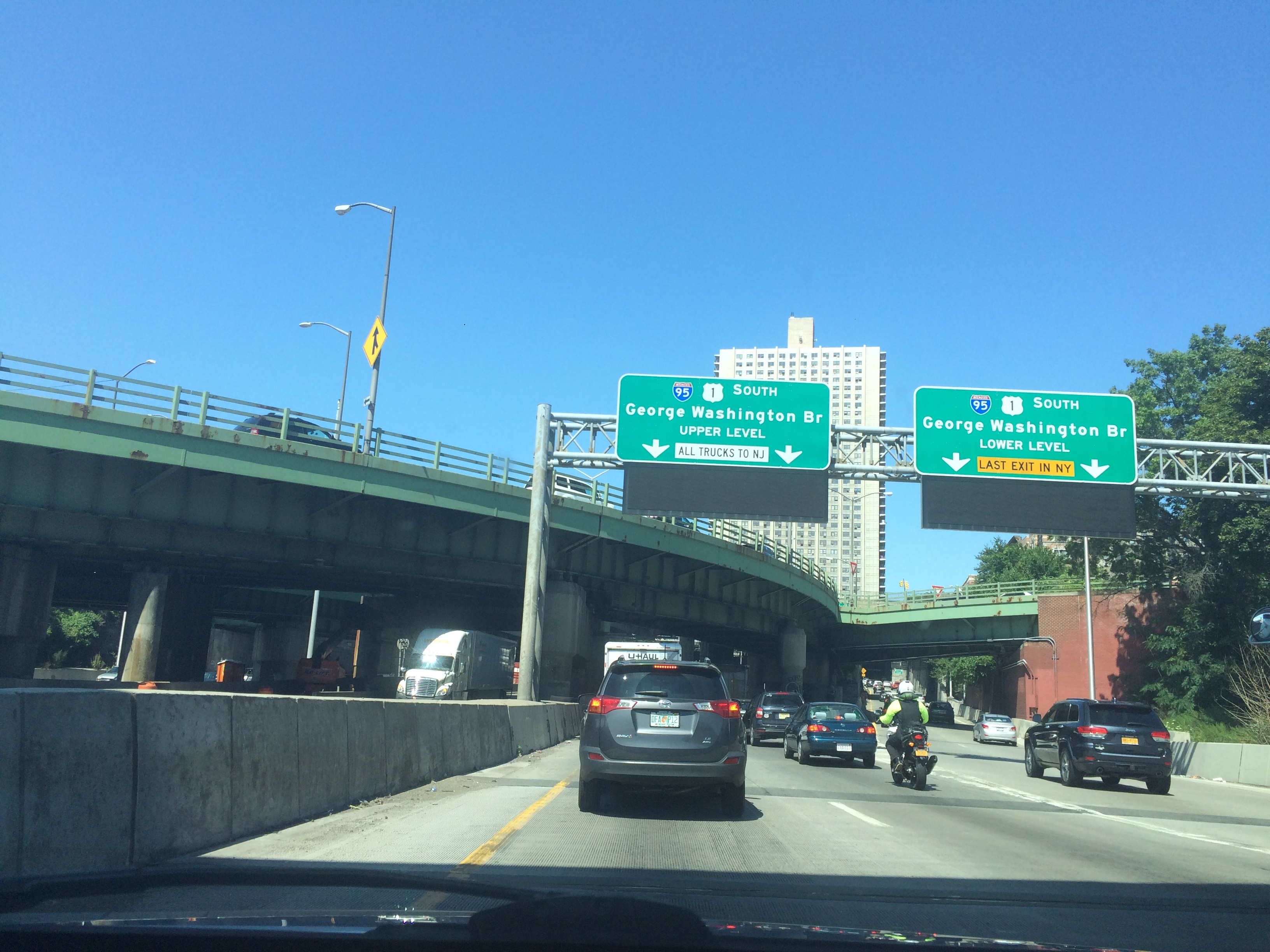
L'Interstate 95 direction sud, ou Cross-Manhattan Expressway, dans le nord de Manhattan, à 1 mile à l'Est du pont George Washington.

Robert Moses a été le premier à recommander la construction de ce qui allait devenir la New England Thruway dans les années 1940. La construction commença en 1951, mais les travaux majeurs sur l'autoroute ne commencèrent qu'en 1956-1957. À partir de 1950, la New York State Authority (Autorité de l'État de New York) assuma le contrôle de la construction et mît cette autoroute faisant partie du système à péage des autoroutes. La construction se termina en 1961.
L'I-95 fut assignée le 14 août 1957, faisant partie de l'établissement du réseau des interstates américaines, et a toujours conservée son tracé actuel dans l'État de New York. Le tracé de l'autoroute passerait sur la New England Thruway, durant ce temps en construction, et passerait sur les autoroutes proposées de Cross Bronx et Bruckner dans la ville de New York. Les dernières sections de la Cross Bronx Expressway et de la Bruckner Expressway furent construites en 1963 et 1972 respectivement. Avant la finition de la Bruckner Expressway en 1972, coïncidant avec l'ouverture du Bruckner Interchange (échangeur Bruckner), l'ancien Bruckner Boulevard (autrefois la route 164 de New York était utilisé par les automobilistes pour les liens directs avec la ville.
L'I-95 avait la particularité d'être l'une des seulement quelques routes de l'État de New York à utiliser les numéros de sorties basés sur le millage à partir du point d'origine de la route. Les numéros de sortie sur la New England Thruway étaient autrefois séquentiels, commençants à 1 depuis son terminus sud, mais furent changés dans les années 1980 pour concorder avec les numéros de sortie selon le millage, en restant toutefois séquentiels. Dans le début des années 2000, les numéros sur la section autoroutière de la ville de New York furent progressivement convertis en numéros séquentiels, propres à l'État; toutefois, les numéros de sorties sur la New England Thruway ne furent pas touchés. En 2010, les numéros de sortie sur le millage furent restorés à la section sans péage, dû au fait que le projet stagnait. De plus, la New York Thruway ne changea pas ses numéros de sortie pour coïncider avec ceux des années 2000, ce qui amena la situation où 2 sorties numérotées 1, 2, 3, 8, 10 et 12 étaient présentes.

## Autoroutes auxiliaires

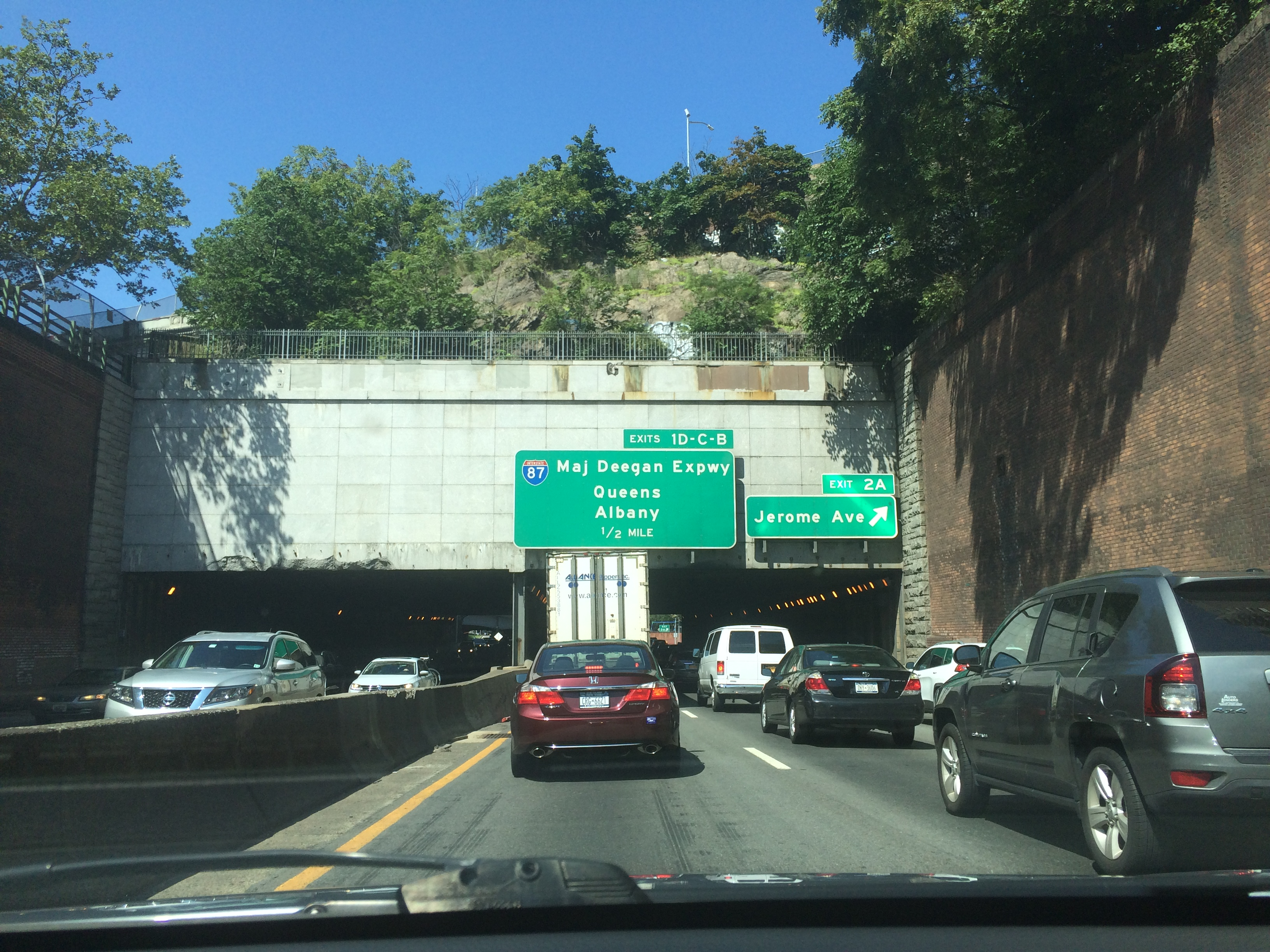
La Cross-Bronx Expressway direction sud.

Dans l'État de New York, l'Interstate 95 possède 4 autoroutes alternatives.
- L'interstate 295 est une autoroute reliant l'est du Borough de Queens au Bruckner Interchange (sortie 6 de l'I-95) en empruntant le pont Throgs Neck, un pont à péage, entre Queens et le Bronx. Elle est nommée la Clearview Expressway dans Queens[2].
- L'interstate 495 est une autoroute majeure de la grande région de New York, reliant Manhattan à l'entièreté des municipalités de Long Island, jusqu'à Riverhead. Elle emprunte le tunnel Queens-Midtown, l'un des trois tunnels vers l'île de Manhattan[2].
- L'interstate 695 est une petite autoroute connectrice entre les Interstates 295 et 95, située à l'est du Bruckner Interchange[2].
- L'interstate 895 est aussi une petite autoroute connectrice entre l'Interstate 95 et l'Interstate 278. Elle devait continuer vers le nord, en traversant le parc de Bronx (Bronx Park)[2].

## Péages

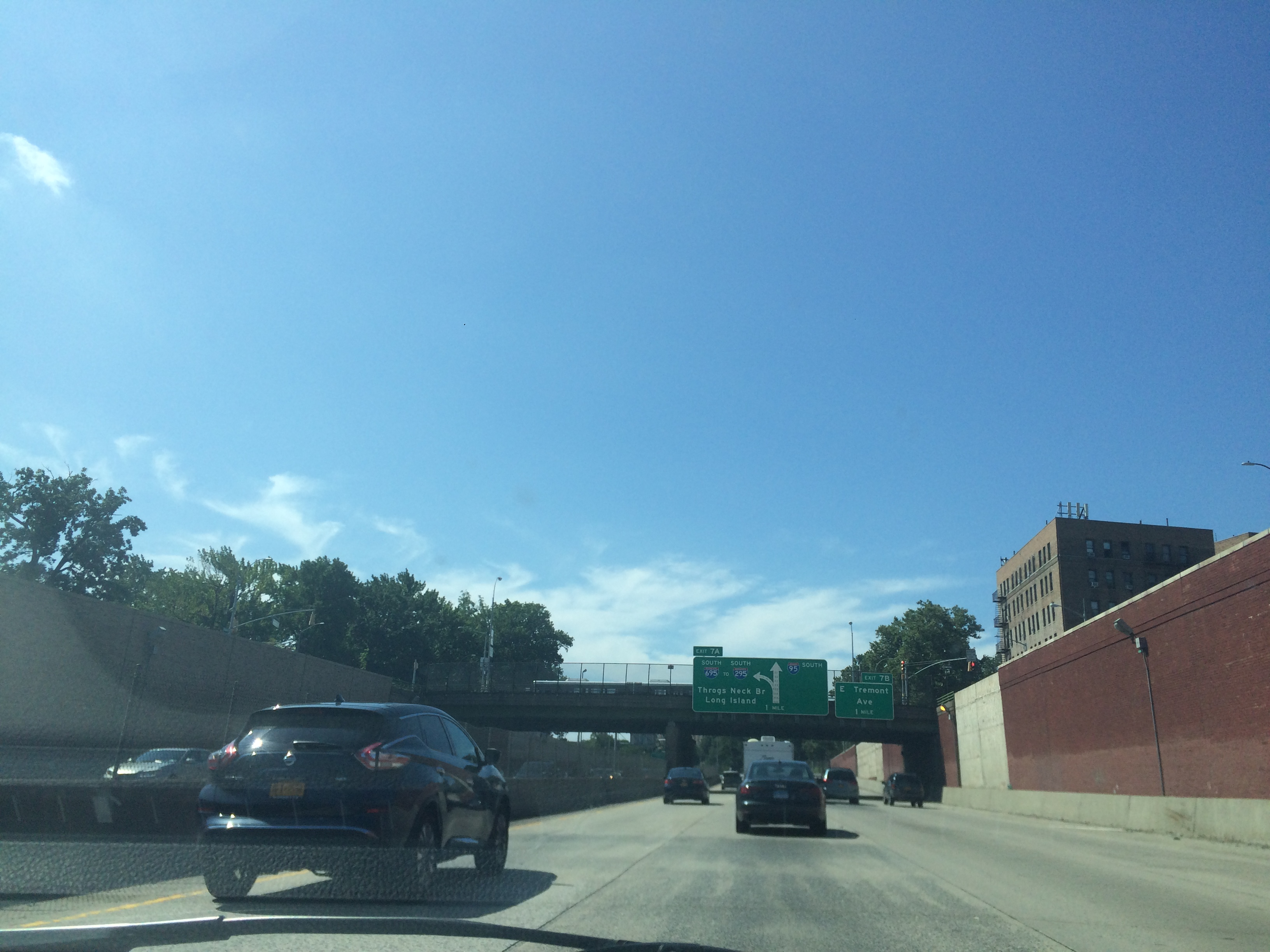
L'interstate 95 direction sud, dans le nord-est du Bronx, à l'approche des interstates 278 et 695.

L'Interstate 95 dans l'État de New York possède 2 sections avec des péages. La première section est située dans l'extrême ouest de son tracé dans l'État, en direction nord, sur le pont George-Washington. Cependant, les postes de péage sont situés du côté du New Jersey. Toujours en direction nord, la deuxième section à péage est sur la New England Thruway, entre les sorties 16 et 17 à New Rochelle, où 13 voies de péages sont disponibles, dont 4 au centre de l'autoroute pour l'utilisation des EZ PASS.

## Disposition des voies
L'I-95 entre dans l'État sur le pont George-Washington, qui possède 16 voies au total (4 voies par direction sur les deux niveaux). Aussitôt sur l'île de Manhattan, elle tombe à 8 voies (jonction des deux niveaux), puis reste selon cette configuration (4-4) jusqu'à la sortie 2A, en traversant le pont Alexander Hamilton à 8 voies. Par la suite, pour le reste de sa section dans l'État, elle reste une autoroute à 6 voies (configuration 3-3), mais elle possède 4 voies en direction nord entre l'échangeur Bruckner (sortie 6) et l'échangeur avec la Bronx & Pelham Parkway (sorties 8A et 8C).

## Liste des échangeurs
| Liste des échangeurs de l'Interstate 95 dans l'État de New York                 | Liste des échangeurs de l'Interstate 95 dans l'État de New York | Liste des échangeurs de l'Interstate 95 dans l'État de New York | Liste des échangeurs de l'Interstate 95 dans l'État de New York                                                                          | Liste des échangeurs de l'Interstate 95 dans l'État de New York | Liste des échangeurs de l'Interstate 95 dans l'État de New York |
| Emplacement                                                                     | Mile                                                            | km                                                              | # | Intersection / Destinations | Notes |
| ------------------------------------------------------------------------------- | --------------------------------------------------------------- | --------------------------------------------------------------- | --- | --- | --- |
| Frontière New Jersey-New York                                                   | 0,00                                                            | 0,00                                                            | I-95 sud, US 1-9 sud, US 46 ouest, vers NJ-4 et I-80 ouest, Fort Lee (NJ), Hackensack (NJ) Newark (NJ), Philadelphie (PA), Paterson (NJ) | I-95 sud, US 1-9 sud, US 46 ouest, vers NJ-4 et I-80 ouest, Fort Lee (NJ), Hackensack (NJ) Newark (NJ), Philadelphie (PA), Paterson (NJ)                                     | Extrémité sud-ouest de l'I-95 dans l'État de New York; terminus est de la U.S. Route 46; Pont George-Washington, Upper et Lower Level, au-dessus du fleuve Hudson. |
| New York (Manhattan)                                                            | 0,55                                                            | 0,89                                                            | 1 | NY-9A (Henry Hudson Parkway), New York centre-ville, Washington Heights // 178th Street ouest, Manhattan, Harlem // US 9 nord, Yonkers                                       | Terminus nord du multiplex avec la US 9 (début au New Jersey) |
| New York (Manhattan)                                                            | 1,16                                                            | 1,87                                                            | 2 | Harlem River Drive, vers FDR Drive, Manhattan | sortie nord et entrée sud seulement (vers pont) |
| New York (Le Bronx)                                                             | 1,45                                                            | 2,83                                                            | 1C | I-87 (Major Deegan Expressway), Albany, Queens, Manhattan, pont Tappan Zee                                                                                                   | avant l'échangeur, traverse de la rivière Harlem sur le pont Alexander Hamilton                                                                                    |
| New York (Le Bronx)                                                             | 2,03                                                            | 3,27                                                            | 2A | Jerome Avenue, Bronx | |
| New York (Le Bronx)                                                             | 2,66                                                            | 4,28                                                            | 2B | US 1 nord (Webster Avenue) | sortie nord et entrée sud seulement; fin du multiplex avec la US 1 (début au New Jersey)                                                                           |
| New York (Le Bronx)                                                             | 3,24                                                            | 5,21                                                            | 3 | Third Avenue (3rd Avenue) | sortie sud et entrée nord seulement |
| New York (Le Bronx)                                                             | 4,02                                                            | 6,47                                                            | 4A | I-895 sud (Sheridan Expressway), vers I-278 sud, Manhattan, Pont Triborough                                                                                                  | sortie nord et entrée sud seulement |
| New York (Le Bronx)                                                             | 4,38                                                            | 7,05                                                            | 4B | Bronx River Parkway nord, Rosedale Avenue, Yonkers, Bronx | |
| New York (Le Bronx)                                                             | 5,08                                                            | 8,18                                                            | 5AB | White Plain Road, Westchester Avenue, Castle Hill Avenue | sortie nord et entrée sud seulement direction sud; 5A direction nord, 5B direction sud (même sortie)                                                               |
| New York (Le Bronx)                                                             | 6,43                                                            | 10,35                                                           | 6ABC | I-678 sud, Bruckner Boulevard, Pont Whitestone, Queens // I-278 ouest (Bruckner Expressway), Triborough Bridge, New York centre-ville // I-295 sud, Pont Throgs Neck, Queens | Bruckner Interchange; 6A pour I-678, 6B pour I-278, 6C pour I-295; principal accès au centre de New York depuis la I-95 sud                                        |
| New York (Le Bronx)                                                             | 7,32                                                            | 11,78                                                           | 7ABC | I-695 sud vers la I-295 sud, pont Thorgs Neck, Queens // East Tremont Avenue County club Road, Pelham Bay Entrance                                                           | 7A, I-695, entrée nord et sortie sud seulement; 7B, East Tremont avenue, sortie sud seulement; 7C, Country Club Road, sortie nord et entrée nord seulement         |
| New York (Le Bronx)                                                             | 8,72                                                            | 14,03                                                           | 8AC | Pelham Parkway ouest, Orchard Beach, City Island, Bronx | 8C pour Pelham Pkwy. |
| Baychester                                                                      | 8,99                                                            | 14,47                                                           | 9 | Hutchinson River Parkway nord, Eskrine Place, Palmer Avenue | |
| Baychester                                                                      |                                                                 |                                                                 | 10 | Gun Hill Road | sortie nord et entrée sud seulement |
| Baychester                                                                      |                                                                 |                                                                 | 11 | Bartow Avenue, Co-op City Boulevard | |
| Co-op City                                                                      | 10,10                                                           | 16,25                                                           | 12 | Baychester Avenue | Sortie nord et entrée sud seulement |
| Eastchester                                                                     | 10,86                                                           | 17,48                                                           | 13 | Conner Street, Baychester Avenue | |
| Pelham Bay Park                                                                 | 11,45                                                           | 18,43                                                           | 14 | Hutchinson River Parkway sud, pont Whitestone, New York | sortie sud et entrée nord seulement |
| Début de la New England Thruway; sortie de la ville de New York, ou vice-versa. |                                                                 |                                                                 | | | |
| New Rochelle                                                                    | 13,12                                                           | 21,11                                                           | 15 | US 1 (vers Boston Post Road), Pelham Manor, Pelham, New Rochelle | |
| New Rochelle                                                                    | 14,53                                                           | 23,38                                                           | 16 | North Avenue, Cedar Street | |
| New Rochelle                                                                    | ~15,40                                                          | ~25,10                                                          | Poste de péage de la New England Thruway, direction nord                                                                                 | Poste de péage de la New England Thruway, direction nord | Poste de péage de la New England Thruway, direction nord |
| New Rochelle                                                                    | 15,73                                                           | 25,31                                                           | 17 | Chatsworth Avenue, Larchmont, Scarsdale | sortie nord et entrée sud seulement |
| Mamaroneck                                                                      | 17,63–18,53                                                     | 28,37–29,82                                                     | 18AB | Fenimore Avenue, Mamaroneck Avenue, Mamaroneck, White Plains, Harrison | numérotée 18A vers l'est (Mamaroneck) et 18B vers l'ouest (White Plains)                                                                                           |
| Rye                                                                             | 20,97                                                           | 33,75                                                           | 19 | Playland Parkway, Rye, Harrison | |
| Rye                                                                             | 22,20                                                           | 35,73                                                           | 20 | US 1 sud, Rye | sortie nord et entrée sud seulement |
| Port Chester                                                                    | 22,35                                                           | 35,97                                                           | 21 | I-287 ouest, vers US 1 nord et I-87 nord, White Plains, Port Chester, Pont Tappan Zee, Albany                                                                                | Terminus est de l'I-287, l'autoroute de contournement nord et ouest du grand New York                                                                              |
| Port Chester                                                                    | 22,60                                                           | 36,37                                                           | 22 | Midland Avenue, Port Chester centre | sortie nord et entrée nord seulement |
| Frontière New York-Connecticut                                                  | 23,50                                                           | 37,82                                                           | I-95 nord, Bridgeport (CT), New Haven (CT), Providence (RI)                                                                              | I-95 nord, Bridgeport (CT), New Haven (CT), Providence (RI) | Extrémité nord-est de l'I-95 dans l'État de New York |
| Multiplex Échangeur incomplet Péage                                             |                                                                 |                                                                 | | | |